# Большая синагога (Тбилиси)
Большая синагога в Тбилиси, также Сефардская, или синагога евреев из Ахалцихе (груз. ახალციხელების სინაგოგა) — главная синагога еврейской общины Тбилиси, расположена в районе старого Тбилиси Мейдан, на улице Леселидзе, 45-47, у Иерусалимской площади.

## История
Название дано по синагоге города Ахалцихе, откуда происходят её основатели.
Первонально занимала в этом районе арендованное под синагогу здание «Muntuaant darbazi», но оно было разрушено по приказу российских властей в 1899 году.
В 1903 году тифлисские евреи обратились к царю с просьбой разрешить строительство нового дома молитвы, положительное решение было принято через год.
Здание синагоги было построено из кирпича в 1904—1913 годах на территории так называемого Армянского базара (ныне улица Коте Абхази). Новой синагоге архитектор придал форму мавританско-эклектичную, со сводчатым потолком и освещением.
До начала двадцатых годов XX века в Тбилиси имелись ещё две синагоги — на улице Антона Католикоса, 3 и улице Гии Абесадзе, 10. После 1923 года они обе были закрыты большевистскими властями.
Здание синагоги имеет размеры 24,5 м (длина) на 15 м (ширина), 14 м (высота), и включает в себя две молитвенные комнаты. Главный фасад украшен большой звездой Давида.
Большой молельный зал используется только во время Шаббата, крупных праздников и фестивалей. В нём есть отдельная женская галерея. Стены и потолок большого зала были расписаны в 40-х годах XX века геометрическими узорами, библейскими стихами и молитвами. Стены меньшего молитвенного зала украшены похожими, но более скромными узорами. Он используется только для ежедневных молитв и не имеет галереи для женщин.
Синагога теперь является центром еврейской общины города. Вокруг неё находятся другие еврейские магазины и учреждения, вместе составляющие типичный, традиционный еврейский квартал.